# Gare d'Egervár-Vasboldogasszony
La gare d'Egervár-Vasboldogasszony (en hongrois : Egervár-Vasboldogasszony vasútállomás) est une halte ferroviaire hongroise, située à Vasboldogasszony.